# Katarzyna Boruch
Katarzyna Boruch (17 de noviembre de 1998) es una deportista polaca que compite en remo. Ganó una medalla de bronce en el Campeonato Europeo de Remo de 2020, en la prueba de cuatro scull.

## Palmarés internacional
| Campeonato Europeo | Campeonato Europeo | Campeonato Europeo | Campeonato Europeo |
| Año                | Lugar              | Medalla            | Prueba             |
| ------------------ | ------------------ | ------------------ | ------------------ |
| 2020               | Poznań (Polonia)   | Medalla de bronce  | Cuatro scull       |